# Adamowizna (gromada)
Adamowizna (od 31 XII 1959 Grodzisk) – dawna gromada, czyli najmniejsza jednostka podziału terytorialnego Polskiej Rzeczypospolitej Ludowej w latach 1954–1972.
Gromady, z gromadzkimi radami narodowymi (GRN) jako organami władzy najniższego stopnia na wsi, funkcjonowały od reformy reorganizującej administrację wiejską przeprowadzonej jesienią 1954 do momentu ich zniesienia z dniem 1 stycznia 1973, tym samym wypierając organizację gminną w latach 1954-1972.
Gromadę Adamowizna z siedzibą GRN w Adamowiźnie utworzono – jako jedną z 8759 gromad na obszarze Polski – w powiecie grodziskomazowieckim w woj. warszawskim, na mocy uchwały nr VI/10/4/54 WRN w Warszawie z dnia 5 października 1954. W skład jednostki weszły obszary dotychczasowych gromad Adamowizna, Janinów, Kałęczyn, Odrana Wola, Osowiec (z wyłączeniem wsi Józefina) i Radonie oraz wieś Musuły z dotychczasowej gromady Zalesie ze zniesionej gminy Grodzisk w tymże powiecie. Dla gromady ustalono 18 członków gromadzkiej rady narodowej.
31 grudnia 1959 do gromady Adamowizna przyłączono (a) obszar Państwowego Gospodarstwa Rolnego Urszulin z gromady Nadarzyn w powiecie pruszkowskim w tymże województwie oraz (b) wsie Czarny Las i Makówka ze znoszonej gromady Kuklówka Zarzeczna w powiecie grodziskomazowieckim, po czym gromadę Adamowizna zniesiono przenosząc siedzibę GRN z Adamowizny do Grodziska Mazowieckiego i zmieniając nazwę jednostki na gromada Grodzisk.